# Orthonama molarum
Orthonama molarum är en fjärilsart som beskrevs av V. Schultz 1930. Orthonama molarum ingår i släktet Orthonama och familjen mätare. Inga underarter finns listade i Catalogue of Life.